# Mesochorus cupreatus
Mesochorus cupreatus là một loài tò vò trong họ Ichneumonidae.